# Nothomiza submediostrigata
Nothomiza submediostrigata är en fjärilsart som beskrevs av Eugen Wehrli 1939. Nothomiza submediostrigata ingår i släktet Nothomiza och familjen mätare. Inga underarter finns listade i Catalogue of Life.